# Лорієві (примати)
Лорієві (Lorisidae) — родина нічних приматів підряду Мокроносі (Strepsirrhini). До родини відносять 5 родів: два з них поширені у Південно-Східній Азії (тонкий лорі та товстий лорі); три — в Африці (потто та золотий потто).

## Опис
Кінцівки приблизно однакові, хвіст короткий або відсутній, вуха дрібні, тонкі з волосками на краях. Від галагових відрізняються більшим розміром, добре розвинутими пальцями лап, повільними рухами при пересуванні.

## Спосіб життя
Мешкають у тропічних лісах на деревах, поодинці або парами, ведуть нічний спосіб життя. Живляться комахами, ящірками, птахами, фруктами.

## Розмноження
Дитинчат народжують у будь-яку пору року. Вагітність триває 4-6 місяців. У приплоді одне або двоє малят.